# Chijipina Chico
Chijipina Chico ist eine Ortschaft im Departamento La Paz auf dem Altiplano des südamerikanischen Anden-Hochgebirges in Bolivien.

## Lage im Nahraum
Chijipina Chico ist der viertgrößte Ort des Kanton Achacachi im Municipio Achacachi in der Provinz Omasuyos. Die Ortschaft liegt auf einer Höhe von 3829 m am Mündungsarm des Río Tambo, der vier Kilometer flussabwärts in den Golf von Achacachi mündet, einer Bucht im Südostteil des Titicacasees.

## Geographie
Das Klima im Raum Chijipina leitet sich ab aus der Höhenlage auf dem Altiplano und der Nähe zur großen Wasserfläche des Titicacasees, der die Temperaturschwankungen abmildert.
Die Jahresdurchschnittstemperatur liegt bei 11 °C (siehe Klimadiagramm Achacachi), wobei der Monatsdurchschnitt im kältesten Monat (Juli) mit 8 °C nur wenig von den wärmsten Monaten (November bis März) mit 12 °C abweicht. Das Klima ist arid von Juni bis August mit nur sporadischen Niederschlägen und humid in den Sommermonaten, vor allem von Dezember bis März, mit Monatsniederschlägen von teilweise mehr als 100 mm. Der Jahresniederschlag liegt bei etwa 600 mm.

## Verkehrsnetz
Die Ortschaft liegt in einer Entfernung von 103 Straßenkilometern nordwestlich von La Paz, der Hauptstadt des Departamentos.
Von La Paz aus führt die asphaltierte Nationalstraße Ruta 2 in westlicher Richtung nach El Alto und weiter in nordwestlicher Richtung über Vilaque und Palcoco nach Batallas. Von hier führt die Ruta 2 weiter nach Copacabana am Titicacasee, bei Huarina zweigt die Ruta 16 nach Norden ab, die nach Achacachi führt und sieben Kilometer weiter nördlich vorbei an Chijipina Grande dann Chijipina Chico erreicht. Im weiteren Verlauf führt die Ruta 16 entlang der peruanischen Grenze bis ins bolivianische Tiefland.

## Bevölkerung
Die Einwohnerzahl der Ortschaft ist im vergangenen Jahrzehnt leicht angestiegen:
| Jahr | Einwohner         | Quelle       |
| ---- | ----------------- | ------------ |
| 1992 | keine Detaildaten | Volkszählung |
| 2001 | 676               | Volkszählung |
| 2012 | 755               | Volkszählung |
| 2024 |                   | Volkszählung |